# Isola (singolo)
Isola è il diciottesimo e ultimo singolo del duo musicale italiano Krisma, pubblicato il 25 ottobre 2007.

## Descrizione
Isola è un remix di Franco Battiato, realizzato nell'aprile 2007, della cover di Australia di Garbo interpretata dai Krisma e contenuta nell'album tributo ConGarbo, del 2006. Il brano venne pubblicato nell'ottobre 2007 come singolo digitale autoprodotto.

## Tracce
1. Isola – 3:24

## Crediti

### Formazione
- Christina Moser - voce
- Maurizio Arcieri - sintetizzatore